# Gassan
Gassam là một tổng thuộc  tỉnh Nayala ở phía tây  Burkina Faso. Thủ phủ là thị xã Gassam. Theo điều tra dân số năm 1996, tổng này có tổng dân số 31.873 người.

## Các thị xã và làng xã
- Thị xã Gassam	(6 176 dân) (thủ phủ)
- Balanso	(493 dân)
- Djimbara	(1 900 dân)
- Dièrè	(2 342 dân)
- Djin	(824 dân)
- Goni	(830 dân)
- Korombéré	(630 dân)
- Kossé	(1 900 dân)
- Koussiba	(341 dân)
- Koussidian	(881 dân)
- Laraba	(1 486 dân)
- Larè	(1 086 dân)
- Léry	(1 294 dân)
- Lesséré	(933 dân)
- Moara-Grand	(1 515 dân)
- Moara-Petit	(693 dân)
- Soni	(734 dân)
- Soroni	(694 dân)
- Soro	(1 537 dân)
- Téri-Rimaïbé	(418 dân)
- Téri-Samo	(342 dân)
- Tissi	(1 528 dân)
- Toubani	(651 dân)
- Warou	(633 dân)
- Zaba	(2 012 dân)